# Live at Brixton Academy (álbum de Good Charlotte)
Live at Brixton Academy (en español: Good Charlotte en Vivo en la Academia Brixton), es un DVD en vivo lanzado por la banda Good Charlotte en la cima de su popularidad después del lanzamiento de su famoso álbum "The Young And The Hopeless" y la compilación de 500 días de tour. Este DVD aparecen sus shows en vivo en Brixton Academy el 17 de diciembre de 2003 y un documental de la banda.

## Listado de canciones
1. "The Anthem"
2. "Festival Song"
3. "Riot Girl"
4. "Wondering"
5. "Girls & Boys"
6. "My Bloody Valentine"
7. "Hold On"
8. "The Story of My Old Man"
9. "I Heard You"
10. "Movin' On"
11. "Emotionless"
12. "The Day That I Die"
13. "The Young And The Hopeless"
14. "Lifestyles of the Rich & Famous"

## Personal
- Sam Erickson - Director
- Jesse Sheppard - Productor
- David Rudd - Director de fotografía
- Michael Lamb - Director de luces
- Thom Cadley - Concert Mix
- Nahum - Editor
- Dana Austin - Producción de DVD
- Jeff Frederick - Producción de DVD
- Steve Feinberg - Mánager
- Mark Martinovich - Mánager
- David Massey - A&R

## Posicionamiento
| Listas (2007)               | Posición |
| --------------------------- | -------- |
| Top Music Video.            | 1        |
| Comprehensive Music Videos. | 2        |

- El cantante y guitarrista de Mest, Tony Lovato, se une a la banda en el escenario en "The Young and the Hopeless".
- Benji Madden le dice a los fanes que la única regla en la vida es que "no se supone que digamos 'cheers' a menos que seamos de Inglaterra."
- Fue filmado en Londres el 16 y 17 de diciembre de 2003.